# استارت‌آپ ناب
استارتاپ ناب (به انگلیسی: Lean startup) یک متدولوژی مدرن، حرفه ای، محبوب و موفق کارآفرینی است. 
استارتاپ ناب سیستمی است برای ساخت یک کسب‌وکار یا محصول در مؤثرترین راه ممکن برای کاهش ریسک شکست.
در این رویکرد برای راه‌اندازی کسب‌وکار و محصول همه ایده‌های محصول و کسب‌وکار فرضیاتی تلقی می‌شوند که باید با آزمایش‌کردن سریع در بازار اعتبارسنجی شوند. این رویکرد بر آزمایش‌کردن علمی، بیرون دادن تکرارشدنی محصول و بازخورد مشتریان استوار است تا به یادگیری معتبر برسد.
همانند رویه‌های مدیریت ناب، فلسفه استارتاپ ناب به دنبال حذف کارهای بی‌فایده و افزایش کارهای ارزش آفرین در طی فاز ساخت محصول است به گونه‌ای که استارتاپ‌ها بتوانند بدون نیاز به سرمایه‌گذاری کلان بیرونی، طرح‌های کسب‌وکار مفصل و محصولی بی‌نقص شانس موفقیت بیشتری داشته باشند.تمرکز آن بیشتر بر شناخت عمیق نیاز مشتری و طراحی اولیه محصول قابل قبول از نظر مشتری MVP (با کمترین هزینه و زمان)و ارائه آن به بازارهای هدف است.
کمال در ساخت محصول، طرح‌های کسب‌وکار دراز مدت در یک بازار غیرقطعی یا ناشناخته، یا مفروضات اعتبارسنجی نشده همگی چیزهای هستند که به کار برندگان استارتاپ ناب از آن‌ها پرهیز می‌کنند.

## ریشه‌ها
اریک ریس (به انگلیسی: Eric Ries) در سپتامبر ۲۰۰۸ برای نخستین بار در بلاگ خود از عبارت Lean Startup استفاده کرد. با وجود آنکه در آغاز برای شرکت‌های با فناوری بالا بود از آن زمان تاکنون کاربرد آن به هر فرد، تیم یا شرکتی که به دنبال معرفی محصول یا خدمتی نو در بازار است گسترش یافته‌است. اکنون محبوبیت استارتاپ ناب از زادگاهش سیلیکون ولی بسیار فراتر رفته و سراسر جهان گسترش یافته‌است.
اریک ریس با معرفی رویکرد استارتاپ ناب رویه سنتی راه اندازی کسب و کار را زیر سؤال می‌برد و بیان می‌کند که رویه سنتی موجب اتلاف وقت آدم‌ها در فرایند کارآفرینی می‌شود. رویه سنتی منجر می‌شود نرخ شکست کسب و کارهای نوپا بالاتر رود و باید برای آن فکری کرد. رویه سنتی بر اساس دستورالعملی چند ده ساله اینگونه است: طرح کسب‌وکار بنویسید، آن‌را به سرمایه‌گذاران ارائه دهید، تیم را شکل دهید، محصول را معرفی کنید و در آخر با تمام توان شروع به فروختن کنید. احتمالاً جایی در این دنباله از رخدادها، شکست مهلکی را تجربه خواهید کرد. 
فلسفه استارتاپ ناب مبنی بر تولید ناب است، یک روش تولید جدید که در دهه ۶۰ میلادی توسط تویوتا به‌کار گرفته شد و به «سیستم تولید تویوتا» TPS  هم معروف است و پس از موفقیت‌های تویوتا در دهه‌های بعد نخست توسط خودروسازان غربی و سپس در صنایع دیگر کاربرد یافت.
سیستم تولید ناب به عنوان هدفش، کاهش دادن هزینه‌ها و مصرف منابع برای مواردی که ایجاد ارزش برای مشتری نمی‌کند را در نظر می‌گیرد. در نتیجه به‌طور خاص متمرکز می‌شود تا کارها و داشته‌ها را در سراسر خط مونتاژ به حداقل مورد نیاز برای مشتری برساند اما در صورت نیاز از کارت کانبان استفاده می‌شود
.
استارتاپ ناب از ترکیب تولید ناب، توسعه مشتری (به انگلیسی: Customer Development) و توسعه نرم‌افزاری چابک به‌همراه آموزه‌هایی از استارتاپ‌های موفق به وجود آمد.

## مجموعه کتاب‌های کارآفرینی ناب
اریک ریس پس از اینکه مفهوم استارتاپ ناب مورد استقبال افراد زیادی قرار گرفت، کتاب خود را با عنوان «استارتاپ ناب: کارآفرین‌های امروزی چگونه از نوآوری مستمر برای ایجاد کسب‌وکارهای بسیار موفق استفاده می‌کنند» منتشر کرد که به یکی از موفق‌ترین کتاب‌های کارآفرینی تبدیل شد. کتاب استارتاپ ناب، اولین کتابی بود که مفهوم Minimum Viable Product را «کمینه محصول پذیرفتنی» را مطرح نمود.
تا کنون چند ترجمه از این کتاب به زبان فارسی ارائه شده‌است. اولین بار در سال ۱۳۹۲، مرکز کارآفرینی ستکا این کتاب را تحت عنوان «نوپای ناب» منتشر کرد که به قلم محمدجواد احمدپور و سیدعلی فاطمی‌خوراسگانی ترجمه شده بود. در ادامه انتشارات هورمزد و پندار تابان هم ترجمه‌هایی از این کتاب ارائه کرده‌اند.
پس از موفقیت چشم‌گیر کتاب استارتاپ ناب، اریک ریس با همکاری چند نویسنده دیگر و انتشارات اورایلی، مجموعه‌ای از پنج کتاب را روانه بازار کردند که مفهوم استارتاپ ناب را در حوزه‌های مختلف کسب‌وکار بررسی می‌کردند. در سال‌های آتی نیز کتاب‌های دیگری به این مجموعه اضافه شد و نهایتاً تعداد کتاب‌های کارآفرینی ناب به ۹ مورد رسید که عبارت‌اند از «نوپای ناب»، «اجرای ناب»، «تجربه کاربری ناب»، «تجربه کاربری برای استارتاپ‌های ناب»، «آنالتیکس ناب»، «سازمان ناب»، «توسعه مشتری ناب»، «برندسازی ناب» و «رشد ناب». شایان ذکر است که کتاب‌های دیگری نیز با عنوان کارآفرینی ناب توسط نویسنده‌های دیگری نوشته شده‌اند که کتاب‌های ارزشمندی هستند ولی جزئی از این مجموعه کتاب‌ها به حساب نمی‌آیند.

### اجرای ناب
کتاب اجرای ناب (به انگلیسی: Running Lean) نوشته اش ماوریا است و در سال ۲۰۱۲ منتشر شد. از نظر این نویسنده، در دنیای امروزی ساختن محصولات نوآورانه کار بسیار ساده‌ای شده و هر روز شاهد به وجود آمدن محصولات زیادی هستیم ولی تعداد بسیار زیادی از آن‌ها شکست می‌خورند. او در کتاب خود سعی می‌کند فرآیندی گام به گام برای اعتبارسنجی ایده‌های جدید ارائه دهد تا کارآفرین‌ها بتوانند سریع‌تر و با اطمینان بهتری به مرحله «همخوانی محصول و بازار» برسند. مطالب این کتاب مبتنی بر تجربیات شخصی نویسنده هستند و سعی کرده راهکارهایی عملی برای مفاهیمی ارائه دهد که اریک ریس در کتاب خود مطرح می‌کند. از جمله این موارد می‌توان به توسعه مشتری و بوت استرپینگ اشاره کرد.
شایان ذکر است که مفهوم بوم ناب نیز برای اولین بار توسط این نویسنده و در همین کتاب مطرح شده‌است. او با اقتباس از بوم مدل کسب‌وکار که توسط الکساندر آستروالدر مطرح شده بود، تغییراتی در آن بوم به وجود آورده‌است. ماوریا معتقد است که بوم مدل کسب‌وکار برای استارتاپ‌هایی که در مراحل اولیه فعالیت خود قرار دارند مناسب نیست زیرا آن‌ها باید روی پیدا کردن مسئله‌ای تمرکز کنند که ارزش حل کردن داشته باشد.
«اجرای ناب» توسط علیرضا کاظمی‌نیا به فارسی ترجمه شده و در سال ۱۳۹۶ به چاپ رسیده‌است.

### آنالتیکس ناب
کتاب آنالتیکس ناب (به انگلیسی: Lean Analytics) نوشته الیستر کرول و بنیامین یاسکوویتز در سال ۲۰۱۳ منتشر شده و راهنمایی جامع برای سنجه‌هایی است که کارآفرینان باید در طول مراحل مختلف کسب‌وکار خود استفاده کنند. در این کتاب، چرخه عمر یک استارتاپ به پنج مرحله تقسیم می‌شود: همدردی (مرحله شناخت نیازهای کاربران)، چسبندگی (تمرکز بر نگهداری و افزایش ماندگاری مشتری‌های اولیه)، ویروسی شدن (افزایش مشتری‌ها از طریق روش‌های بازاریابی سینه به سینه)، درآمد و مقیاس‌پذیری. کتاب آنالتیکس ناب به بررسی شش مدل کسب‌وکار مختلف می‌پردازد و مشخص می‌کند که هر استارتاپ باید در هر مرحله از رشد خود، با توجه به مدل کسب‌وکاری که انتخاب کرده‌است، کدام سنجه‌ها را مدنظر قرار دهد.
یکی دیگر از ویژگی‌های اصلی این کتاب، ارائه مفهوم «سنجه‌ای که اهمیت دارد» (One Metric That Matters) است. طبق این مفهوم، بهتر است کارآفرین‌ها به جای پیگیری سنجه‌های مختلف، در هر مرحله از رشد کسب‌وکار خود روی یک سنجه تمرکز کنند که بیشترین اهمیت را دارد حتی اگر این کار باعث شود که برخی فرصت‌های جانبی را از دست دهند.
تا به امروز این کتاب به فارسی ترجمه نشده‌است ولی خلاصه‌هایی از آن به زبان فارسی وجود دارد و چند دوره آموزشی هم بر اساس آن برگزار شده‌اند.

### تجربه کاربری برای استارتاپ‌های ناب و تجربه کاربری ناب
این دو کتاب تقریباً به بررسی مطالب مشابهی می‌پردازند و به نوعی مکمل یکدیگر به حساب می‌آیند. کتاب تجربه کاربری برای استارتاپ‌های ناب (به انگلیسی: UX for Lean Startups) که نوشته لورا کلاین است، بیشتر به جنبه‌های عملی ساختن یک کمینه محصول پذیرفتنی (MVP) می‌پردازند و خواننده را با روش‌های مختلف این کار آشنا می‌کند. حوزه دیگری که در این کتاب مورد تمرکز قرار دارد، روش‌های انجام تحقیقات و اعتبارسنجی ایده با کمک بازخورد گرفتن از کاربران است که از جمله آن‌ها می‌توان به A/B Testing اشاره کرد. به همین دلیل این کتاب برای استارتاپ‌هایی که از روش استارتاپ ناب استفاده می‌کنند، می‌تواند کاربرد بسیار زیادی داشته باشد.
در کتاب تجربه کاربری ناب (به انگلیسی: Lean UX) که نوشته جف گوتل است، روش‌های طراحی تجربه کاربری با تمرکز بر متدولوژی ناب مورد بررسی قرار می‌گیرند. این کتاب که حجم بسیار کمی دارد، اصول و مبانی پایه‌ای برای ساختن تجربه کاربری را بیان می‌کند.
کتاب «تجربه کاربری برای استارتاپ‌های ناب» توسط گروهی از مترجمان و با سرپرستی نگین احقر بازرگان به فارسی ترجمه شده‌است.

### رشد ناب
کتاب رشد ناب (به انگلیسی Scaling Lean)، دومین کتاب اش موریاست که مدتی پس از کتاب اجرای ناب نوشته شده و در سال ۲۰۱۶ منتشر شده‌است. به گفته نویسنده، این کتاب در واقع بخش دوم از یک فرایند دو مرحله‌ای را توصیف می‌کند که در کتاب بخش اول آن در کتاب قبلی آورده شده بود. در واقع کتاب اجرای ناب از مرحله شکل‌گیری ایده تا زمان رسیدن به همخوانی محصول و بازار را توصیف می‌کند و کتاب رشد ناب به بررسی جزئیات و روال رشد و مقیاس‌پذیری یک استارتاپ می‌پردازد.
ماوریا در این کتاب با بهره گرفتن از سنجه‌های دزدان دریایی که توسط دیو مک‌کلیور ارائه شده‌اند، یک کسب‌وکار را به نوعی کارخانه مشتری‌سازی تشبیه می‌کند که وظیفه آن دریافت افراد ناآگاه به عنوان ورودی و ارائه مشتریان خشنود به عنوان خروجی است. در این فرایند از پنج معیار جذب (acquisition)، فعال‌سازی (activation)، درآمد (revenue)، نگهداری (retention) و ارجاع (referral) می‌توان برای بهینه کردن فعالیت کارخانه مشتری‌سازی (یعنی رشد کسب‌وکار) استفاده کرد. این پنج سنجه همخوانی مناسبی با سنجه‌هایی دارند که در کتاب آنالتیکس ناب ارائه شده‌اند.
کتاب «رشد ناب» توسط علیرضا کاظمی‌نیا به فارسی ترجمه شده و در سال ۱۳۹۷ به چاپ رسیده‌است.

### برندسازی ناب
کتاب برندسازی ناب (به انگلیسی: Lean Branding) از کتاب‌هایی است که جزو اولین سری کتاب‌های کارآفرینی ناب نبود و در ادامه به آن اضافه شد. این کتاب که نوشته لارا بوش است در سال ۲۰۱۴ منتشر شده و به مخاطب یاد می‌دهد چگونه با استفاده از مفهوم استارتاپ ناب و چرخه ساخت، اندازه‌گیری و یادگیری، برندی مناسب برای استارتاپ خود به وجود آورند.
این کتاب تحت عنوان «نوآوری برند» توسط عظیم فضلی پور ترجمه شده و در سال ۱۳۹۷ به چاپ رسیده‌است.